# Уварово (Кесовогорский район)
Уварово — деревня в Кесовогорском районе Тверской области России. Входит в состав Елисеевского сельского поселения.

## География
Деревня находится в восточной части Тверской области, в зоне хвойно-широколиственных лесов, на правом берегу реки Кашинки, к югу от автодороги 28К-0096, на расстоянии примерно 12 километров (по прямой) к юго-востоку от посёлка городского типа Кесова Гора, административного центра района. Абсолютная высота — 142 метра над уровнем моря.

### Климат
Климат характеризуется как умеренно континентальный. Среднегодовая температура воздуха — 3,6 °C. Средняя минимальная температура воздуха самого холодного месяца (января) — −14,4 °C (абсолютный минимум — −50 °C), средняя максимальная температура самого тёплого (июля) — 23 °С (абсолютный максимум — 36 °С). Годовое количество атмосферных осадков составляет 612 мм, из которых большая часть выпадает в тёплый период. Снежный покров держится в среднем 125 дней. В течение года преобладают ветры западного и юго-западного направлений.

### Часовой пояс
Деревня Уварово, как и вся Тверская область, находится в часовой зоне МСК (московское время). Смещение применяемого времени относительно UTC составляет +3:00.

## Население
| 2010 |
| ---- |
| 0    |

### Национальный состав
Согласно результатам переписи 2002 года в деревне проживал один житель русской национальности.